# 亚基斯四世
亚基斯四世（前262年前241年—），歐達米達斯二世之子，公元前244年起为斯巴达歐里龐提德王。他即位于财政危机之秋，其应对危机之策饱受争议，遭众人反对。
公元前242年，他為了謀求民眾福利，改革政體，罢免共治國王列奧尼達二世及督政官 (斯巴達是雙首長制君主國，同時有兩位國王共治)。同年，当其帮助西库昂的阿拉图斯反对埃托利亚同盟时，列奧尼達返回夺取政权。他被处死。